# Aix-Villemaur-Pâlis
Aix-Villemaur-Pâlis község Franciaország Grand Est régiójában, Aube megyében. Új községként 2016. január 1-jén jött létre Aix-en-Othe, Villemaur-sur-Vanne és Pâlis korábbi község egyesítésével.

## Népesség
| Lakosok száma | 3569 | 3554 | 3547 | 3546 | 3537 | 3437 | 3336 |
|               | 2016 | 2017 | 2018 | 2019 | 2020 | 2021 | 2022 |